# Lepidozia pseudozoopsis
Lepidozia pseudozoopsis là một loài Rêu trong họ Lepidoziaceae. Loài này được Herzog mô tả khoa học đầu tiên năm 1942.